# Бейн, Чеслав Яковлевич
Чесла́в Я́ковлевич Бейн (полное имя — Чеслав-Казимир Яковлевич; 1864, Варшава — после 1935) — российский предприниматель и промышленник польского происхождения (родом из Варшавы). Руководил Русско-французским анонимным акционерным обществом в Сергиев Посаде и фабриками в Дедовске.
Считается фактическим основателем города Дедовска. Разработал генеральный план рабочего посёлка при мануфактуре, инициировал строительство школы и больницы. Автор множества книг и статей по технологии и механизации прядения хлопка.

## Происхождение
Родился в 1864 году в Варшаве в состоятельной и ассимилированной еврейской семье (впоследствии принял католичество). Родители — Яков Соломонович (Самуилович) Бейн (1829—1883), купец, автор публикаций по бухгалтерскому учёту, и Шарлота (Каролина) Зигмунтовна Мерцбах (1837—1896), заключившие брак в Варшаве в 1857 году. Отец происходил из купеческой семьи, мать — из познаньской банкирской династии. Со стороны матери, внук поэта, переводчика и издателя Зигмунта (Шлоймы Йехескелевича) Мерцбаха, внучатый племянник художника Александра Лессера. В период переписи населения 1897 года проживал в Ярославле, варшавский мещанин, холост, образование высшее (получил за границей), ратник 1 разряда. Работал заведующим отделом фабричного бумагопрядильного производства Ярославской Большой мануфактуры.

## Деятельность
По состоянию на 1901 год являлся членом жертвователем Елизаветинского благотворительного общества.
В период с 1911 по 1914 год Чеслав Бейн занимал пост технического директора Павло-Посадской бумагопрядильной мануфактуры. Он стал автором генерального плана рабочего посёлка при Дедовской бумагопрядильной мануфактуре. Кроме того, Бейн выдвинул инициативу по строительству школы, больницы и других объектов инфраструктуры будущего города Дедовска, которые ныне входят в состав объекта, имеющего признаки объекта культурного наследия — «Ансамбль Дедовской ткацко-прядильной фабрики и фабричный городок для рабочих».
До 1912 года был техническим директором Русско-французского анонимного акционерного общества, которое было основано в 1898 году в Павловском Посаде. В 1912 году он оставил эту фабрику почти со 110 000 прядильных веретён и 2 400 станков. В том же году было основано Акционерное общество Дедовской хлопчатобумажной мануфактуры с главным правлением в Париже. Её директором-распорядителем как раз стал Чеслав Бейн. В 1918 году он переехал во Францию после того, как фабрика была национализирована. Он оставил своему коллеге и другу Александру Михайловичу Розенбергу на сохранение две комнаты своей квартиры с дорогой мебелью, архивом и большей частью своего имущества, поскольку считал свой отъезд временным. Экс-директор, прощаясь с членами правления, говорил, что фабрику надо сохранить. В то время готовились к изданию два тома его книги «Сельфактор», и поэтому Бейн попросил Розенберга «не бросать» это издание.
Затем спустя некоторое время Бейн переехал из Франции в Польшу, где стал руководить Жирардовской текстильной фабрикой. В 1926 году встречался в Варшаве с командированным для закупки оборудования А. М. Розенбергом (согласно материалам следственного дела, Розенберг поддерживал связь с Бейном и в 1935 году).
В 1913 году проживал в Москве в своём доме № 32 (отмечен как «роскошный двухэтажный особняк с просторным залом, столовой, верандой, ванной и библиотекой, за которым располагался сад») на Большом Афанасьевском переулке. В 1914—1917 годах жил в Лопухинском переулке, сначала в доме № 1, затем № 5/13, служил в Обществе для содействия улучшению и развитию мануфактурной промышленности.
По словам председателя комиссии по возрождению культурного наследия и архитектурному облику городов Общественной палаты городского округа Истра Константина Косенкова, отношение к личности Чеслава Бейна у жителей Дедовска сформировалось благодаря его просветительской работе, выраженной в научно-популярном серийном издании «Дедовск. Век перемен» об истории города Дедовска, которое построено на архивных материалах.

## Семья
Племянник — Игнаций Матушевский, министр финансов Польской Республики.

## Труды
- Хлопок в последовательных стадиях его фабричной обработки в прядильном производстве: 38 фототип. табл. и 29 рис. в тексте: Опыты и фототип. табл. / Сост. Ч. Я. Бейн. — М.: Типо-лит. и фототип. И. Д. Худякова, 1897. — 23, [2] с.: черт., 38 л. табл.; 56x34 см. — В переплёте-папке.
- Bawełna w przebiegu swej fabryczno-przędzalniczej prze- róbki, doświadczenia i tablice fototypiczne. Лодзь: тип. Л. Зонера, 1898[20].
- Увлажнение воздуха на бумаго-прядильных и ткацких фабриках / [Соч.] Ч. Я. Бейна. — М.: М. А. Нетыкса, 1899. — 175 с.: ил., табл., [2] л. табл.; 19 см
- К вопросу об основах гребеночесания хлопка / Ч. Я. Бейн. — М.: Типо-лит."Рус. т-ва печ. и изд. дела", 1902. — 41 с., 3 л. ил.; 22 см.
- Машина «Сайкс» для обтяжки шляпок: Выдержка из кн.: «Сборка и наладка чесальной машины» / Ч. Я. Бейн, при участии И. П. Дворниченко и Н. М. Барсукова. — М.: М. А. Нетыкса, 1904. — 8 с., 3 л. ил., черт.; 21 см.
- Сборка и наладка чесальной машины, а также уход за нею: С прил. атл. в 38 табл / Ч. Я. Бейн, при участии И. П. Дворниченко и Н. М. Барсукова. — М.: М. А. Нетыкса, 1904. — [2], II, 128 с.; 22 см. — Загл. обл. — Чесальная машина: Атл. в 38 табл. — 38 л. черт.; 27 см.
- Сборка и наладка банкаброшной машины, а также уход за нею: С прил. атл. в 14 табл. / Ч. Я. Бейн и А. А. Гумницкий. — М.: Ч. Я. Бейн, 1907. — 58 с.; 22 см. — Атл. отсутствует.
- Сборка и поверка ватерной машины, а также уход за нею: С прил. атл. в 16 табл. / Ч. Я. Бейн и А. А. Гумницкий. — М.: Ч. Я. Бейн, 1907. — 57 с.; 21 см. — Атл. отсутствует. — Загл. обл.
- Сборка и наладка трепальных машин, а также уход за ними: С прил. атл. в 26 табл. / Ч. Я. Бейн и Н. М. Барсуков. — М.: Ч. Я. Бейн, 1909. — 102 с.; 23 см. — Загл. обл. — Трепальные машитны: Атл. в 26 табл. — 26 л. черт.; 27 см.
- Ватерное прядение с помощью электромоторов с переменной скоростью: 14 табл. черт. / Ч. Я. Бейн. — М.: Ч. Я. Бейн, 1910. — 44, [1] с., 14 л. ил., черт., 4 л. табл.; 26 см. — На обл.: Атлас в 14 табл.
- Сравнительные испытания электромоторов с переменною скоростью при ватерном прядении / Ч. Я. Бейн. — М.: Ч. Я. Бейн, 1913. — [2], 24 с.: табл., черт., 1 л. табл.; 27 см.
- Конструкция, сборка и наладка сельфактора, а также уход за ним: С прил. атл. в 57 табл.. Ч. 1: Конструкция сельфактора / Ч. Я. Бейн. — М.: Ч. Я. Бейн, 1917 (обл. 1918). — VI, 113 с.; 23 см. — Атл. отсутствует.